# Cyngen ap Cadell

Mittelalterliche Königreiche in Wales.

Cyngen ap Cadell (Cyngen Sohn des Cadell) († 855) war von etwa 808 bis 855 König des mittelalterlichen keltischen Königreiches Powys, das im nordwestlichen Teil von Wales in Britannien gelegen war. Seine Familie leitet sich von dem römisch-keltischen Kriegsherren Vortigern ab, dessen Nachkommen dieses Königreich 400 Jahre hindurch regierten. Zu Ehren seinen Urgroßvaters Elisedd ap Gwylog ließ er die Säule des Eliseg (Elisedd) errichten und starb als letzter König von Powys seines Hauses, da auf ihn nicht einer seiner Söhne, sondern mit seinem mächtigen Neffen, Rhodri der Große König von Gwynedd, eine neue Dynastie die Herrschaft im Königreich Powys übernahm.

## Herkunft
Cyngen stammt aus der so genannten Gwertherion Dynastie, die nach ihrem Stammvater – Vortigern (walisisch: Gwrteyrn), einem römisch-keltischen Kriegsherren des 5. Jahrhunderts – benannt ist, der in der Zeit nach dem Abzug der Römer (410) zu den mächtigsten Herrschern in Britannien zählte.
Ein näherer Stammvater Cyngens war Elisedd ap Gwylog, sein Urgroßvater, den er als Erneuerer des Königreiches Powys sehr verehrte.
Sein Vater war Cadell ap Brochfael, der von 773–808 als König von Powys regierte. Über Cyngens Mutter sind keine näheren Angaben bekannt.

## Leben

### Schwieriger Beginn
Cyngen übernahm die Herrschaft von Powys von seinem Vater in schwierigen Zeiten. Die Folgen des Krieges zwischen dem westlichen walisischen Nachbarn Gwynedd und dem östlichen angelsächsischen Königreich Mercia in den Jahren 796/798 – die auch Powys als „Durchmarschgebiet“ schwer trafen – waren noch nicht beseitigt, als es zwei Jahre nach seinem Regierungsantritt zum Ausbruch einer Maul- und Klauenseuche kam, der Powys wirtschaftlich schwer traf, da ihr ein Großteil des Rinderbestandes zum Opfer fiel. Kurz darauf kam es zu einem Streit zwischen Cyngens Söhnen, wobei Elisedd ap Cyngen seinen Bruder Gruffud ap Cyngen erschlug.

### Probleme mit den Nachbarn
Die Beziehungen zu den Nachbarn – sowohl zu den walisischen Königreichen im Westen und Südwesten, als auch zum benachbarten Königreich Mercia – waren oft problematisch.
Vorteilhaft war, dass der wichtigste walisische Nachbar, das Königreich Gwynedd durch interne Probleme daran gehindert wurde, Powys zu bedrängen. Nach einem mehrjährigen blutigen Kampf um die Macht in den Jahren 812 bis 816 zwischen Cynan Dindaethwy ap Rhodri Molwynog König von Gwynedd (798–816) und seinem Bruder Hywel ap Rhodri König von Gwynedd (816–825) war dort 825 Merfyn Frych ap Gwriad aus einer anderen Dynastie auf den Thron gefolgt.
Diese interne Zerstrittenheit nützte Coenwulf König von Mercia (796–821), im Jahre 817 zu einem Vorstoß nach Wales, der Powys, vor allem aber das Königreich Gwynedd betraf, wo er den Bezirk Rhufoniog  besetzte und die Gegend um Snowdonia – wo sich die stärkste Verteidigungsposition von Gwynedd befand – verwüstete. Bis 821 befanden sich weite Küstengebiete von Gwynedd immer noch in der Hand von König Coenwulf, der im selben Jahr friedlich in dem von ihm besetzten Basingwerk in Wales verstarb. Nur zwei Jahre später unternahm dessen Bruder und Nachfolger, König Ceolwulf I. von Mercia (821–823) einen neuerlichen Vorstoß nach Wales und brannte Deganwy in Gwynedd nieder.
König Cyngen hätte diese Schwächung seines traditionellen walisischen Rivalen Gwynedd durch die angelsächsischen Truppen begrüßen können, wäre nicht sein eigenes Land als Durchmarschgebiet gleichfalls Opfer dieser militärischen Überfälle des Königreichs Mercia gewesen, wodurch weite Landstriche in Powys verwüstet wurden.

Britannien zu Anfang des 9. Jahrhunderts

### Ruhigstellung der Rivalen
Zum Glück für die walisischen Königreiche kam es in den folgenden Jahren zum Zusammenbruch der Machtposition des Königreiches Mercia da kurz hintereinander zwei seiner Könige – Beornwulf, der von 823 bis 825 regierte und Ludeca, König von 826 bis 827, im Kampf gegen das Königreich Ostanglien fielen. König Egbert von Wessex (802–839) nützte diese Schwäche, um die bisherige Vorherrschaft des Königreichs Mercia zu brechen, wobei es ihm gelang, Mercia 829 zu besetzen und damit selbst zum mächtigsten Fürsten innerhalb der Heptarchie aufzusteigen. Durch die nachfolgenden internen dynastischen Kämpfe verlor Mercia endgültig die Möglichkeit, die Rolle einer Hegemoniemacht über die angelsächsischen und über die walisischen Herrscher auszuüben.
Zwischen König Cyngen ap Cadell von Powys und dem wieder erstarkten Königreich Gwynedd kam es schließlich zu einer Allianz, die durch die Ehe von Cynges Schwester, Nest ferch Cadell mit König Merfyn Frych von Gwynedd – der aus dem Haus der Könige der Isle of Man stammt – besiegelt wurde.

### Wessex als neue Bedrohung
Die Freude über diese positive Entwicklung währte jedoch nicht lange, da König Egbert von Wessex (802–839) seine Vormachtstellung im angelsächsischen Bereich so weit gefestigt hatte, dass er meinte, auch Wales sollte sich seiner Macht unterwerfen. Er unternahm daher 830 einen gegen Powys und andere Königreiche in Wales gerichteten erfolgreichen Feldzug, um auch sie zur Unterwerfung zu zwingen. Da es jedoch gleichzeitig in seinem Rücken in dem erst kürzlich unterworfenen Königreich Mercia zu einem Aufstand kam, in dem sich König Wiglaf von Mercia der 827 bis 829 und 830 bis 839 Mercia regierte, von Wessex lossagte und sich für Unabhängig erklärte, blieb dieser Feldzug gegen Wales ohne dauerhaften Effekt.
In Gwynedd folgte 944 nach dem Tod von König Merfyn Frych, dessen ältester Sohn aus seiner Ehe mit Nest ferch Cadell – einer Schwester von König Cyngen von Powys – Rhodri ap Merfyn Frych, genannt Rhodri der Große. Dadurch sollte Jahre später das Königreich Powys an die Herrscher des Königreiches Gwynedd fallen.

### Die Säule des Eliseg
Cyngen ap Cadell sorgte durch die Errichtung der so genannten „Säule des Eliseg“ (englisch: Pillar of Eliseg), dafür, dass weder sein eigener Name noch der seines Urgroßvaters vergessen wurde. Es handelt sich dabei ursprünglich um ein Kreuz mit runden Balken, das er um 850 zu Ehren seines Urgroßvaters Elisedd ap Gwylog, errichten und darauf die Stammreihe seiner Familie eingravieren ließ. Diese führt er bis auf Vortigern und dessen Ehefrau, der Prinzessin Severa, einer Tochter des römischen Generals und Oberkommandierenden von Britannien Magnus Maximus zurück, der 383 von den Truppen in Britannien zum Römischen Kaiser aufgerufen wurde. Dank dieser steinernen „Urkunde“ haben verschiedene Familien als Nachkommen des Cyngen ap Cadell die Möglichkeit, ihre Ahnen bis auf Vortigern zurückzuführen, der etwa ab 425 große Teile Britanniens regierte.

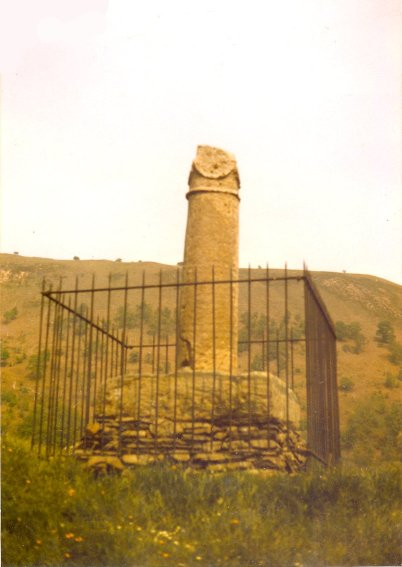
Die Säule des Eliseg nahe der Zisterzienserabtei Valle Crucis in Wales im heutigen beschädigten Zustand

Cyngen starb auf einer Pilgerreise nach Rom im Jahre 855.

## Ehe und Nachkommen
Der Name und die Herkunft von Cyngens Ehefrau sind nicht bekannt.
Kinder:
König Cyngen hatte zumindest vier Söhne:
- Elisedd ap Cyngen, er war zwar Thronerbe, wurde aber aus nicht ganz geklärten Umständen zugunsten seines Onkes – Rhodri der Große (walisisch: Rhodri Mawr) – übergangen.
- Ieuaf ap Cyngen
- Aeddan ap Cyngen
- Gruffud ap Cyngen, er wurde 818 von seinem Bruder Elisedd ap Cyngen hinterrücks getötet.